# West Block

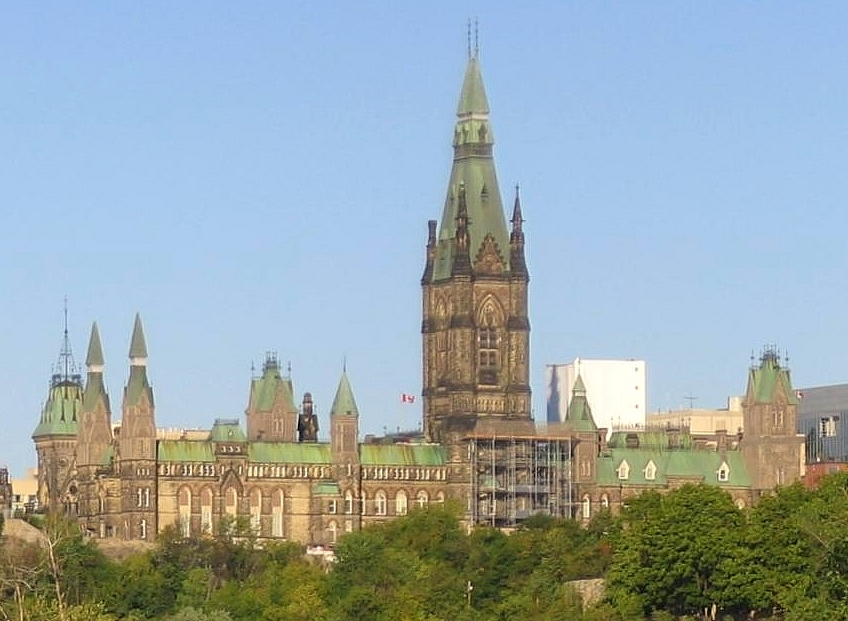
West Block

Der West Block (Offiziell: Western Departmental Building, Französisch: Édifice administratif de l’ouest) ist einer der drei Gebäude auf dem Parliament Hill in Ottawa, Ontario, Kanada. Das Haus beherbergt eine Zweigstelle der Parlamentsbibliothek und Büros der Abgeordneten des Parlaments. Seit 2019 tagt auch das Unterhaus des Parlaments. Der im Viktorianischen Architekturstil erbaute West Block wurde 1865 fertiggestellt und zwischen 2011 und 2019 renoviert. Der West Block ist als Hologramm auf der Kanadischen 5 Dollar-Banknote.